# Signet

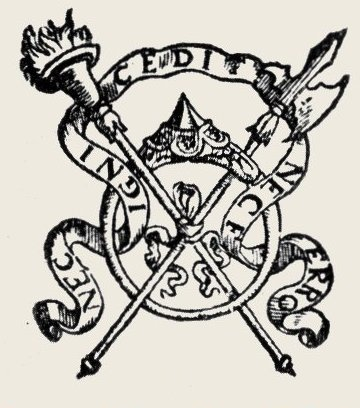
Melantrichův signet v podobě používané od roku 1561. Tvoří jej zkřížená pochodeň s halapartnou, prsten a propletená páska s heslem

Slovo signet (z lat signum – podpis, znamení, pečeť) má v češtině dva významy: jednak je to označení grafické tiskařské značky, kterou tiskaři a nakladatelé označovali své tisky (tzv. tiskařský signet), jednak je to část knihy.
Tiskařský signet byl často komponován obdobně jako, šlechtický erb či městský znak. Vedle samotného grafického symbolu zpravidla obsahoval monogram tiskaře, mohl být umístěn v bohatě zdobené kartuši, mohl obsahovat také heslo či motto.
Příkladem tiskařských signetů v českém prostředí je řada signetů Jiřího Melantricha z Aventina. Podobně jako celá tiskařská produkce dotyčného tiskaře dosvědčují singety vysokou typografickou úroveň Melantrichova díla. V průběhu svého života Melantrich signet dvakrát zásadně obměnil, přičemž se tak vždy stalo u příležitosti vydání významných, prestižních publikací. Poslední verze signetu obsahovala také latinské heslo „nec igni cedit nec ferro“ (nepodlehne ohni ani meči). Po udělení šlechtického titulu navíc Melantrich jako signet u nereprezentativních publikací používal svůj erb.
Signet jakožto část knihy označuje první lichou stránku (tzn. první vůbec, předchází jí jen předsádka) knižního bloku, na níž bývá umístěna buď značka nakladatele (= tiskařský signet), nebo značka edice.[zdroj?]